# Ảnh hưởng của thuế và trợ cấp giá
Thuế và trợ cấp giá  làm thay đổi giá cả hàng hóa và kết quả là số lượng tiêu thụ bị ảnh hưởng. Có sự khác biệt giữa thuế giá trị quảng cáo và thuế hoặc trợ cấp cụ thể theo cách áp dụng thuế hoặc trợ cấp cho giá của hàng hóa. Cuối cùng, việc đánh thuế sẽ đưa thị trường đến một trạng thái cân bằng mới, nơi giá của hàng hóa được trả bởi người mua tăng lên và tỷ lệ giá mà người bán nhận được giảm. Tỷ lệ thuế không phụ thuộc vào việc người mua hay người bán bị đánh thuế vì thuế đánh vào người bán có khả năng được đáp ứng bằng cách tăng giá tính cho người mua. Hầu hết gánh nặng của thuế rơi vào phía kém co giãn hơn của thị trường vì khả năng phản ứng với thuế thấp hơn bằng cách thay đổi số lượng bán hoặc mua. Mặt khác, việc áp dụng trợ cấp có thể làm giảm giá sản xuất, khuyến khích các công ty sản xuất nhiều hơn hoặc giảm giá mà người mua phải trả, khuyến khích khối lượng bán hàng cao hơn. Một chính sách như vậy có lợi cho cả người bán và người mua.